# Ponte de Lima
Ponte de Lima là một huyện thuộc tỉnh Viana do Castelo, Bồ Đào Nha. Huyện này có diện tích 321 km², dân số thời điểm năm 2001 là 44343 người.